# Green River
Green River (Inglés Río Verde) fue una banda de grunge, originaria de Seattle, Estados Unidos, activa entre los años 1984 y 1987. Aunque la banda tuvo muy poco impacto comercial fuera de su nativa Seattle, Green River fue pionera en el género de la música grunge. Este estilo, se presentó tanto en la propia música de Green River, como en la música que sus miembros crearían en futuras bandas, incluidas Pearl Jam y Mudhoney. Green River, se reunió para varios shows en vivo en 2008 y 2009. Es, por tanto, la primera banda de grunge y la primera en grabar un disco de este estilo.

## Origen
Al comienzo del año 1984, se formaron las primeras bandas de grunge en Seattle. Mark Arm (guitarrista y vocalista), Steve Turner (guitarrista), Jeff Ament (bajo eléctrico) y Alex Vincent (batería) fueron la primera formación, a la que luego se incoporaría Stone Gossard en la guitarra, reemplazando a Mark Arm, quien deseaba ser vocalista. Algunos de ellos se habían encontrado en proyectos musicales anteriores: Mr. Epp, The Limp Richerds (del cual fueron parte el vocalista Mark Arm y Steve Turner), Spluii Numa (al cual perteneció Alex Vincent), Deranged Diction (integrado, en parte, por Jeff Ament) y Ducky Boys(en el cual se encontraron Steve Turner y Stone Gossard).
El primer tema de Green River, Swallow my pride (parte de su primer sencillo), es el más famoso de su repertorio y fue incluido en la banda sonora del documental Hype! (1996). Además, ha sido versionado por bandas como: Pearl Jam, Soundgarden y Fastbacks, cuya versión fue incorporada al disco compilatorio Sub Pop 200.

## Inicios
A finales de 1984, la banda tuvo sus primeras presentaciones en los alrededores de Seattle. En diciembre del mismo año, comenzaron a trabajar en su primer disco, titulado Come on Down. A mediados de 1985 Green River, emprendió su primera gira nacional para promocionar su primer disco, aunque este sufrió un retraso en su lanzamiento, lo que no afectó que se considerara a la gira como un éxito, en especial, porque logró afianzar a la banda con las demás agrupaciones emergentes del indie rock estadounidense, entre los cuales se encontraba la agrupación Sonic Youth, quienes citaron el tema Come on Down en su tema Never Mind (What Was It Any Way?). Luego de la gira, Come on Down fue finalmente lanzado bajo el sello Homestead aunque el disco disto de ser un éxito de ventas, se considera a este como el primer disco lanzado por una banda grunge. Un tiempo después, Steve Turner abandonó la agrupación, debido al distanciamiento musical con Jeff Ament y Stone Gossard, los cuales estaban siguiendo una línea más cercana al heavy metal, siendo reemplazado por el guitarrista Bruce Fairweather.

## Dry As A Bone y Sub Pop
Para 1986, la banda continuó tocando en gira por la costa norte de Estados Unidos para cada vez mayores audiencias, en especial en Seattle, ciudad natal de la banda. A comienzos del mismo año, es lanzada la Compilación Deep Six, todo un hito en la historia del grunge. En este disco, se rescataron dos temas de Green River en conjunto con temas de agrupaciones como Soundgarden, The Melvins, Malfunkshun y Skin Yard, entre otros. En junio, se comienza la producción del segundo LP, titulado Dry As A Bone, producido por Jack Endino. Al igual que la anterior placa, este disco sufrió de un retraso y finalmente fue lanzado en julio de 1987 bajo el sello Sub Pop, justo un año después de haberlo grabado. Este disco, es de especial importancia para la casa discográfica, ya que es el primer disco editado sin que este sea una compilación, sino un disco de larga duración.

## Separación
A fines de 1987 y recién lanzado su anterior disco, ingresan a estudio para trabajar un nuevo trabajo, Rehab Doll, el cual comienzan con el mismo productor de su anterior trabajo, Jack Endino, pero finalizan con Bruce Calder. El lanzamiento de este disco, coincide con el fin de la banda, anunciando su ruptura definitiva en octubre de 1987. Los motivos de la separación apuntan a que Stone Gossard y Jeff Ament consideraban que era tiempo de cambiar de sello a otro de mayor relevancia, a diferencia de Mark Arm y Alex Vincent, quienes querían continuar independientes. El hecho que, finalmente, gatilló el quiebre, fue que Jeff Ament repartió todos los tickets de cortesía de un show a realizarse en Los Ángeles, entre gente del medio musical, empresarios y representantes, sin que estos siquiera se presentaran, y a su vez negando la posibilidad de que estos tickets fuesen usados por amistades de la banda.

## Proyectos post-Green River
Para 1987, una vez que Green River ya se encontraba disuelto, Stone Gossard, Jeff Ament y Bruce Fairweather, en conjunto con Andrew Wood, proveniente del grupo Malfunkshun, formaron la banda Lords of the Wasteland la que luego pasó a llamarse Mother Love Bone. En 1988, Mother Love Bone alcanzó cierta popularidad y se esperaba que siguiera creciendo, en especial para 1990, ya que en este año se lanzó el disco debut de la banda, pero todo se vio truncado luego de una muerte por sobredosis de Andrew Wood, para quien se grabó el disco Temple of the Dog como homenaje póstumo. De esta agrupación participó Jeff Ament y Stone Gossard, en conjunto con otros nombres, como Chris Cornell, Eddie Vedder, Matt Cameron o Mike McCready. Finalmente, en 1991 Gossard, Ament, Vedder y McCready editan el primer álbum de una banda que los haría mundialmente famosos, Pearl Jam.
En enero de 1988, por otra parte, Mark arm y Steve Turner reclutaron al bajista Mat Lukin, de The Melvins, y al baterista Dan Peters, proveniente de Bundle of Hiss and Feast, para formar Mudhoney, con quienes editarían en 1989 un disco homónimo y un año más tarde el disco Superfuzz Bigmuff Plus Early Singles, discos que les hizo ganarse una gran popularidad en la cada vez más popular escena grunge de Seattle.

## Reuniones
Una reunión de Green River se produjo el 30 de noviembre de 1993, durante un concierto de Pearl Jam en Las Vegas, Nevada. En la reunión, participaron Arm, Turner, Gossard, Ament y Chuck Treece, quien se hizo cargo de la batería en lugar de Vincent, quien en ese momento vivía en Japón. La banda, interpretó las canciones "Swallow My Pride" y "Ain't Nothing to Do" antes de abandonar el escenario. Green River, se reunió para cuatro shows en 2008. La alineación para los shows incluía Ament, Arm, Turner, Vincent, Gossard y Fairweather. El primer show, fue un show de calentamiento el 10 de julio de 2008 en la Sunset Tavern, en Seattle. El siguiente concierto, fue el 13 de julio de 2008 en Marymoor Park, cerca de Seattle, para celebrar el 20 aniversario de Sub Pop. Green River hizo otro show en vivo el 28 de noviembre de 2008 en Dante's en Portland, Oregón. Luego, la banda tocó el 29 de noviembre de 2008 en el Showbox de Seattle para celebrar el 20 aniversario de Supersuckers. Green River tocó el 22 de mayo de 2009 y el 23 de mayo de 2009 en Showbox en Seattle para celebrar el 25 aniversario de Melvins. El 10 de agosto de 2018, en Safeco Field, Mark Arm y Steve Turner se unieron a Pearl Jam para dos canciones y crearon otra reunión de Green River.
Mudhoney, también sirvió como teloneros para la Gira que Pearl Jam realizó el segundo semestre del año 2005 por Sur América.

## Discografía

### Discos oficiales
| Año  | Título                                   | Sello                 | Formato        |
| 1985 | Come On Down                             | Homestead             | LP, CD         |
| 1986 | Together We'll Never/Ain't Nothing to Do | Tasque Force          | Vinilo 7"      |
| 1987 | Dry As A Bone                            | Sub Pop               | Vinilo 12", CD |
| 1988 | Rehab Doll                               | Sub Pop, Glitterhouse | LP, casete     |
| 1990 | Dry As A Bone/Rehab Doll                 | Sub Pop               | casete, CD     |

### Compilaciones
| Año  | Título                                                                   | Sello        | Formato      |
| 1989 | Another Pyrrhic Victory (the Only Compilation of Dead Seattle God Bands) | C/Z          | LP, CD       |
| 1989 | Sub Pop Rock City                                                        | Glitterhouse | LP           |
| 1990 | Endangered Species                                                       | Glitterhouse | Vinilo 7"(6) |
| 1991 | Sub Pop 200                                                              | Sub Pop      | LP(3), CD    |
| 1992 | Afernoon Delights                                                        | Sub Pop      | CD           |
| 1994 | Deep Six                                                                 | C/Z, A&M     | LP, CD       |
| 1996 | Hype! Banda sonora                                                       | Sub Pop      | CD           |
| 2000 | Wild And Woolly                                                          | Sub Pop, EMI | CD           |